# Termer
Termer (latin thermae, af græsk thermai, af therme ’varme’, ’hede’) er betegnelsen for et større romersk badeanlæg.
I badeanlægget gennemgik romerne en fastlagt procedure. Først klædte de sig om i apodyterium, for derefter at bade i et koldt frigidarium. Herefter fortsatte de til det lune bad tepidarium og varmbadet caldarium. Eventuelt kunne badeproceduren afsluttes i svedebadet sudatorium, også kaldet laconicum.